# Ada ou Ardor: Crônica de uma Família
Ada ou Ardor: Crônica de uma Família (em inglês: Ada or Ardor: A Family Chronicle) é um romance por Vladimir Nabokov. Foi publicado originalmente em 1969 pela McGraw Hill Book Company e atualmente é publicado pela Penguin Random House.
Ada ou Ardor começou a se materializar em 1959, quando Nabokov flertava com dois projetos, "The Texture of Time" e "Letters from Terra." Em 1965, ele começou a ver uma ligação entre as duas ideias, compondo finalmente um romance unificado de fevereiro de 1966 a outubro de 1968. A acumulação publicada se tornaria sua obra mais longa. Ada inicialmente teve uma recepção mista. Entretanto, escrevendo no The New York Times Book Review, o notável estudioso Alfred Appel chamou-o de "uma grande obra de arte, um livro necessário, radiante e arrebatador", e disse que "fornece mais evidências de que ele é um par de Kafka, Proust e Joyce."

## Título
De acordo com David Eagleman, Nabokov nomeou o personagem-título em parte em homenagem a sua borboleta favorita. Ávido colecionador profissional de borboletas, Nabokov gostou especialmente de uma determinada espécie com asas amarelas e corpo preto. Como sinesteta, ele associava cores a cada letra; A com amarelo e D com preto. Assim ele viu o reflexo de sua borboleta favorita (amarelo-preto-amarelo) no nome "Ada". Sua personagem, Ada, queria ser lepidopterista.
"Ada" também é um trocadilho, um homófono, para "Ardour". Marina, a mãe de Ada, pronuncia seu nome com "A"s russos "longos e profundos", que é como um falante de inglês não rótico diria a palavra "Ardor". O nome de Ada inclui uma brincadeira com Ad (Ад), russo para Inferno, que (de acordo com Rita Safariants) serve de tema ao longo da história.

## Enredo
Ada ou Ardor conta a história de vida de um homem chamado Van Veen e seu caso de amor com sua irmã Ada. Eles se conhecem quando ela tem onze anos (em breve terá doze) e ele quatorze, acreditando que são primos (mais precisamente: que seus pais são primos e que suas mães são irmãs), e iniciam um caso sexual. Mais tarde, eles descobrem que o pai de Van também é de Ada e a mãe dela também é dele, portanto, eles próprios são genealogicamente primos de terceiro grau (um relacionamento tanto suposto quanto real) e irmãos. A história acompanha as várias interrupções e retomadas de seu caso. Ambos são ricos, educados, e inteligentes. O livro em si toma a forma de seu livro de memórias, escrito quando ele tinha noventa anos, pontuado com suas próprias margens e com as de Ada, e em partes com notas de um editor não identificado, sugerindo que o manuscrito não está completo.
O romance está dividido em cinco partes. À medida que progridem cronologicamente, esta estrutura evoca a sensação de uma pessoa a refletir sobre as suas próprias memórias, com uma adolescência a estender-se de forma épica, e muitos anos posteriores simplesmente a passarem.

### Cenário
A história se passa no final do século XIX em Demonia ou Antiterra, que parece ser uma história alternativa da Terra. Antiterra tem a mesma geografia e uma história bastante semelhante à da Terra; no entanto, é crucialmente diferente em vários pontos.  Por exemplo, os Estados Unidos incluem todas as Américas (que foram descobertas pelos navegadores africanos). Mas também foi colonizada extensivamente por russos, de modo que o que conhecemos como oeste do Canadá é uma província de língua russa chamada "Estócia", e o leste do Canadá é uma província de língua francesa chamada "Canádia". Russo, inglês, e francês são usados na América do Norte. O território que pertence à Rússia no nosso mundo, e grande parte da Ásia, faz parte de um império chamado Tartária, enquanto a palavra "Rússia" é simplesmente um "sinônimo curioso" de Estócia. O Império Britânico, que inclui a maior parte ou toda a Europa e África, é governado (no século XIX) por um Rei Victor. Uma cidade chamada Manhattan toma o lugar da cidade de Nova York do nosso universo. A aristocracia ainda é generalizada, mas alguma tecnologia avançou bastante nas formas do século XX. A eletricidade, no entanto, foi proibida quase desde a época da sua descoberta, após um evento conhecido como "o desastre L". Existem aviões e carros, mas a televisão e os telefones não; suas funções são realizadas por dispositivos semelhantes movidos a água. O cenário é, portanto, uma mistura complexa da Rússia e da América nos séculos XIX e XX.
A crença em um mundo "gêmeo", Terra, é difundida em Antiterra como uma espécie de religião marginal ou alucinação em massa. (O nome "Antiterra" pode ser uma formação posterior disso; o planeta é "realmente" chamado de "Demonia".) Uma das primeiras especialidades de Van como psicólogo é pesquisar e trabalhar com pessoas que acreditam estar de alguma forma em contato com Terra. A suposta história de Terra, na medida em que ele a afirma, parece ser a do nosso mundo: isto é, os personagens do romance sonham, ou alucinam, sobre o mundo real.
Os personagens centrais são todos membros da aristocracia norte-americana, principalmente de ascendência russa e irlandesa. Dementiy ("Demon") Veen é primo de Daniel Veen. Eles se casam com duas irmãs gêmeas, Aqua e Marina, respectivamente, que também são primas de segundo grau. Demon e Aqua criam um filho, Ivan (Van); Dan e Marina criam duas filhas, Ada e Lucette. A história começa quando Van, de 14 anos, passa um verão com suas primas, então com 12 e 8 anos. Uma ideia aproximada dos anos abrangidos por cada seção é fornecida entre colchetes, abaixo, porém os pensamentos do narrador muitas vezes se desviam dos períodos indicados.

### Parte 1: 43 capítulos(1863–1888)
Esta parte, que um crítico chamou de "o último romance russo do século XIX", ocupa quase metade do livro. Ao longo desta parte do romance, as muitas passagens que retratam o florescimento do amor de Van e Ada variam em ritmo, estilo e vocabulário—variando de uma prosa brilhante, enganosamente simples, mas ricamente sensual, a uma sátira maliciosa e barroca da pornografia do século XVIII—dependendo do humor que Nabokov deseja transmitir.
Os primeiros quatro capítulos fornecem uma espécie de prólogo não oficial, na medida em que avançam rapidamente na cronologia da narrativa, mas tratam principalmente de eventos entre 1863 e 1884, quando começa o impulso principal da história. Eles retratam Van e Ada descobrindo seu verdadeiro relacionamento, o caso tempestuoso de Demon e Marina, a queda da irmã de Marina, Aqua, na loucura e obsessão pela Terra e pela água, e o "primeiro amor" de Van, uma garota que ele vê em uma loja de antiguidades, mas com quem nunca fala. Os capítulos 4 a 43 tratam principalmente da adolescência de Van e de seus primeiros encontros com sua "prima" Ada—focados nos dois verões em que ele se juntou a ela (e a sua "irmã" Lucette) em Ardis Hall, sua casa ancestral, em 1884 e 1888.
Em 1884, Van e Ada, de 14 e 12 anos respectivamente, apaixonam-se fervorosamente e o seu caso é marcado por um poderoso sentimento de erotismo romântico. O livro começa com a descoberta de que na verdade não são primos, mas irmão e irmã. A passagem é notoriamente difícil, ainda mais porque nenhum deles declara explicitamente a conclusão que tiraram (tratando-a como óbvia), e só é mencionada de passagem mais adiante no texto. Embora a mãe de Ada mantenha uma foto de casamento datada de agosto de 1871, onze meses antes de seu nascimento, eles encontram em uma caixa no sótão um anúncio de jornal datando o casamento em dezembro de 1871; e, além disso, que Dan estava no exterior desde aquela primavera, como provado por seus extensos filmes. Portanto, ele não é o pai de Ada. Além disso, encontram um álbum de flores anotado mantido por Marina em 1869–70 que indica, de forma muito indireta, que ela estava grávida e internada em um sanatório na mesma época que Aqua; que foram entregues 99 orquídeas para Marina, da Demon, no aniversário de Van; e que Aqua sofreu um aborto espontâneo em um acidente de esqui. Mais tarde, descobriu-se que Marina deu a criança para sua irmã para substituir a que ela havia perdido—então ela é de fato a mãe de Van—e que seu caso com Demon continuou até a concepção de Ada. Isso faz de Lucette (filha de Dan e Marina) a meia-irmã uterina de ambos.
Van retorna a Ardis para uma segunda visita no verão de 1888. O caso ficou tenso por causa das suspeitas de Van de que Ada tinha outro amante e da crescente intrusão de Lucette (sua meia-irmã, agora com 12 anos) em seus encontros (uma intrusão que Van meio que acolhe com sentimentos conflitantes). Esta seção termina com a descoberta de Van de que Ada foi de fato infiel, e sua fuga de Ardis para se vingar daqueles "rivais" de quem ele conhece: Phillip Rack, o professor de música mais velho e de caráter fraco de Ada; e Percy de Prey, um vizinho bastante grosseiro. Van é distraído por uma briga casual com um soldado chamado Tapper, a quem ele desafia para um duelo e por quem é ferido. No hospital, ele se depara com Phillip Rack, que está morrendo e de quem Van não consegue se vingar. Ele então recebe a notícia de que Percy de Prey foi baleado e morto na versão de Antiterra da Guerra da Crimeia em andamento. Van muda-se para morar com Cordula de Prey, prima de Percy, em seu apartamento em Manhattan, enquanto ele se recupera totalmente. Eles têm um relacionamento físico superficial, o que proporciona a Van um alívio da tensão emocional de seus sentimentos por Ada.

### Parte 2: 11 capítulos(1888–1893)
Van passa seu tempo desenvolvendo seus estudos em psicologia e visitando vários bordéis de classe alta da "Villa Venus". No outono de 1892, Lucette, agora tendo declarado seu amor por Van, traz-lhe uma carta de Ada na qual anuncia que recebeu uma oferta de casamento de um russo rico, Andrey Vinelander. Caso Van desejasse convidá-la para morar com ele, ela recusaria a oferta de casamento. Van faz isso, e eles começam a morar juntos em um apartamento que Van comprou da antiga amiga de escola de Ada e ex-amante de Van, Cordula de Prey.
Em fevereiro de 1893, seu pai, Demon, chega com a notícia de que seu primo (suposto pai de Ada, mas verdadeiro padrasto) Dan morreu após um período de exposição causado por correr nu na floresta perto de sua casa durante um terrível episódio alucinatório. Ao compreender a situação em relação a Van e Ada, ele diz a Van que Ada ficaria mais feliz se ele "desistisse dela"—e que ele renegaria Van completamente se não o fizesse. Van aquiesce, sai e tenta o suicídio, que falha quando sua arma não dispara. Ele então sai de seu apartamento em Manhattan e se preocupa em caçar um ex-empregado em Ardis, Kim Beauharnais, que os chantageava com evidências fotográficas de seu caso e o espancou severamente com uma lança de madeira até que ele ficasse cego.

### Parte 3: 8 capítulos(1893–1922)
Com Ada casada com Andrey Vinelander, Van se ocupa em viajar e estudar até 1901, quando Lucette reaparece na Inglaterra. Ela reservou o mesmo transatlântico, o Almirante Tobakoff, que está levando Van de volta para a América. Ela tenta seduzi-lo na travessia e quase consegue, mas é frustrada quando Ada aparece como atriz no filme Don Juan's Last Fling, que eles estão assistindo juntos no cinema a bordo. Lucette consome vários comprimidos para dormir e comete suicídio atirando-se do Tobakoff no Atlântico. 
Em março de 1905, Demon morre em um acidente de avião. Mais tarde, naquele ano, Ada e Andrey chegam à Suíça. Van se encontra com eles e tem um caso com Ada enquanto finge que eles estão empenhados em descobrir a fortuna de Lucette, escondida em várias contas bancárias ocultas. Eles formulam um plano para ela deixar o marido e morar com ele. Isto agora é considerado possível devido à morte de Demon. Durante a estada na Suíça, porém, Andrey adoece com tuberculose e Ada decide que não pode abandoná-lo até que ele se recupere. Van e Ada se separam e Andrey permanece doente por 17 anos, quando morre. Ada então voa de volta para a Suíça para se encontrar com Van.

### Parte 4: Não subdividida (o.s. 1 capítulo)(1922)
Esta parte consiste na palestra de Van sobre "A Textura do Tempo", aparentemente transcrita de sua leitura em um gravador enquanto ele dirige pela Europa vindo do Adriático para encontrar Ada em Mont Roux, Suíça, enquanto ela está vindo da América via Genebra. A transcrição foi então editada para se fundir em uma descrição do encontro real entre ele e Ada e, em seguida, reproduzida novamente. Isso torna esta parte do romance notavelmente autorreflexiva, e às vezes é citada como a parte "difícil" do romance, alguns críticos chegam a afirmar que desejavam que Nabokov tivesse "deixado isso de fora". Por outro lado, poderia ser argumentado que é uma das evocações mais potentes de um dos temas centrais do romance, "...a interpenetração do romance inefável e da realidade inelutável".
No final desta seção, Van e Ada se reencontram e começam a morar juntos.

### Parte 5: 6 capítulos(1922–1967)
Esta seção do romance se passa em 1967, quando Van completa suas memórias conforme apresentadas em Ada ou Ardor: Crônica de uma Família. Ele descreve seu contentamento, tal como é, seu relacionamento com seu livro e a presença e o amor contínuos de Ada. Isso é intercalado com comentários sobre a dor e a devastação do tempo. Van e Ada conversam sobre a morte, e Van interrompe a correção do que considera seu trabalho essencialmente completo, mas ainda não totalmente polido. O livro fica cada vez mais distorcido à medida que Van e Ada se fundem em "Vaniada, Dava ou Vada, Vanda e Anda".

## Personagens
- Van Veen (Ivan Dementevich Veen, n. 1 de janeiro de 1870): a homofonia do nome talvez seja uma sugestão do filme Vanina Vanini de Roberto Rossellini.[12] Quando Nabokov lecionou na Universidade Cornell, em Ithaca, Nova York, ele tinha um colega com o sobrenome holandês Van Veen; ambos moravam em Highland Road, Cayuga Heights, e o nome estava pintado na caixa de correio do lado de fora de casa.[12]
- Ada (Adelaida Danilovna Veen, n. 21 de julho de 1872): a heroína do romance, amante de seu primo-irmão Van, sua história de amor continuou em fases alternadas até tarde na vida; filha de uma atriz de cinema, ela, por sua vez, seguirá os passos da mãe. Assim como Marina, ele tem cabelos pretos e pele clara.
- Marina Ivanovna Durmanov (1844–1900): Atriz de cinema. Tendo rejeitado o cortejo de Daniel Veen, a quem prefere seu primo mais fascinante, Demon, ela concorda em se casar com ele quando está grávida de Ada: depois de um mês apaixonado passado de férias com Demon (durante o qual ela engravidou), e enfrentou com sua recusa em se divorciar de Aqua e se casar com ela, ele leva de volta em consideração a proposta de casamento de seu primo.[13]
- Dementiy (Demon) Veen (1838–1905): Marido de Aqua Durmanova mas apaixonado pela irmã dela, Marina. Ele é o pai não só de Ada, mas também de Van. Um pai sombra, muitas vezes ausente, que se impõe a Van com o exemplo de uma vida dedicada ao prazer.
- Aqua Ivanovna Durmanov (1844–1883), irmã de Marina, como os nomes indicam claramente: água-marinha. Durante um acidente de esqui em Ex-en-Valais, na Suíça, o feto de 6 meses que ela carregava morre e sua irmã Marina se oferece para substituí-lo pelo filho que ela deu à luz duas semanas antes; na verdade, a loucura de Aqua nem sequer permite que ela entenda que teve um aborto.
- Daniel (Dan) Veen (1838–1893): um homem monótono e rabugento, mas rico, Daniel se casa com Marina Durmanov e é o pai de Lucette. Ele visita a propriedade de Ardis e tem apenas um relacionamento superficial com sua família e filhos.
- Lucette (Lucinda) Veen (1876–1901): irmã mais nova de Ada, herdou os cabelos ruivos e a pele delicada de seu pai Daniel. Desde cedo ela está apaixonada por Van e sabe que ele pertence romanticamente à sua irmã Ada.
- M.lle Larivière (Belle): governanta de Ada e Lucette, convidada regular do Ardis Hall, publica romances sob o pseudônimo de Monparnasse.
- Blanche: empregada de Ardis Hall, de belo aspecto, apaixonada por Veen.
- Cordula de Prey: colega de escola de Ada, prima de Percy. Tem um caso com Van e depois se casa com Ivan Tobak.
- Percy de Prey: vizinho de Ardis Hall, primo de Cordula e sempre apaixonado por Ada; ela cedeu algumas vezes para consolá-lo depois que ele foi espancado por Van.
- Bouteillan: empregado francês de Ardis Hall.
- Philip Rack: alemão, professor de música de Lucette Veen e admirador de Ada.
- Andrey Andreevich Vinelander (1865–1922): marido de Ada, proprietário de terras russo-americano.
- Dorothy Vinelander: irmã de Andrey.
- Violet Knox: secretária de Van Veen, datilografa o texto datilografado de suas memórias.

## Publicação
Os primeiros fragmentos do romance com os 8 capítulos apareceram na revista Playboy (nº 4, 1969), e o romance completo foi publicado nos EUA em maio de 1969 pela McGraw-Hill Book Company. A edição britânica apareceu em outubro deste ano, publicada pela Weidenfeld e Nicolson. Em 1971, a série "Penguin Books" publicou Ada com notas de rodapé por Vivian Darkbloom (um pseudônimo e anagrama do nome e sobrenome de Vladimir Nabokov).

### Traduções
Nabokov considerou traduzir ele mesmo Ada para o russo, como havia feito anteriormente com Lolita. Esta intenção não se concretizou, mas o escritor supervisionou diversas traduções de Ada para línguas estrangeiras, incluindo para o italiano. Os tradutores alemães tiveram que consultar pessoalmente o autor três vezes e permitir-lhe verificar a exatidão da tradução visitando-o em Montreux, Suíça. Nabokov também interferiu na tradução francesa, introduzindo muitas pequenas alterações no original e essencialmente criando sua própria versão de Ada em francês. A primeira tradução foi a italiana, publicada em 1969.

## Criticismo e recepção
O livro foi intensamente divulgado pela editora McGraw-Hill, o que contribuiu para seus bons resultados de vendas; Ada ficou em quarto lugar na lista dos mais vendidos do The New York Times, e suas revisões apareceram nas primeiras páginas das revistas mais importantes.
Os críticos contestam se Van e Ada morrem por suicídio no final, como o autor diz "se nosso casal deitado e atormentado pelo tempo algum dia pretendesse morrer".
David Potter descreve o mundo narrado de Van no livro de memórias como "uma mistura instável de contradições, elementos fantásticos e temporalidades alucinadas" sobre as quais Van tem apenas parcialmente controle. Ele argumenta que é isso que torna o romance tão notoriamente difícil de interpretar.
Garth Risk Hallberg achou o livro desafiador, mas também elogiou sua prosa e argumentou que Nabokov "administra uma espécie de truque de mágica proustiano: ele recupera, por meio da evocação, as mesmas coisas cujas perdas ele retrata".
David Auerbach sentiu que tanto Ada quanto seus personagens principais eram alienantes e acreditava que Nabokov sabia que os leitores os achariam assim. Ele considerou Van Veen um narrador não confiável e especula que grande parte da história é fantasia de Van, comparando Antiterra aos cenários expressamente fictícios que Nabokov criou em Invitation to a Beheading, Bend Sinister e Pale Fire. Numa discussão com o círculo de leitura de Kyoto, Brian Boyd considera isto pouco convincente; outros apontaram a falta de suporte textual para esta hipótese e vários exemplos de mundos fantásticos na obra de Nabokov.
Matthew Hodgart escrevendo para o The New York Review of Books apreciou Ada por seus excelentes fragmentos eróticos e pela camada linguística do romance.
Muitos críticos encontraram características autobiográficas no romance, vendo a personagem-título como um retrato de Véra Nabokov, esposa do escritor. Nabokov reagiu com muita violência a tais insinuações e advertiu os autores de tais críticas. Tal advertência foi recebida, entre outros, por Matthew Hodgart e John Updike.

## Adaptação cinematográfica
Já durante sua criação, o romance despertou o interesse dos cineastas. Os representantes dos estúdios cinematográficos vieram a Nabokov para acertar os detalhes da adaptação cinematográfica do romance ainda não pronto. Um deles foi Robert Evans da Paramount Pictures, que sugeriu ao autor que Roman Polanski deveria cuidar da adaptação cinematográfica da obra. Finalmente, em 1968, os direitos do filme foram comprados pela Columbia Pictures por meio milhão de dólares. Apesar da aquisição dos direitos do romance para uma adaptação cinematográfica, o filme nunca foi feito.